# دلم دیوانه تو (فیلم ۱۹۹۶)
دلم دیوانه تو (به هندی: Dil Tera Diwana) فیلمی محصول سال ۱۹۹۶ و به کارگردانی لارنس دی سوزا است. در این فیلم بازیگرانی همچون سیف علی خان، توینکله خانا، شاتورگان سینها، شاکتی کاپور، دالیپ تاهیل، ریما لاگو ایفای نقش کرده‌اند.

## خلاصهٔ داستان
آقای کومار (شاتورگان سینها) یک تاجر افتخاری است. او پدر راوی (سیف علی خان) است. تنها پسر او، غرور و شادی او است. وقتی راوی بزرگ شد، در دانشگاه با کومال (توینکل خانا) آشنا می‌شود و بلافاصله عاشق او می‌شود. راوی این را به پدرش، که آن را تأیید می‌کند، می‌گوید. اما به دلیل عادت بد راوی در آزار و اذیت چندین هم مدرسه ای، کومال بلافاصله از او بیزار می‌شود؛ بنابراین با ایده دوستانش، راوی نام خود را به بهارات کاوشال تغییر داده و وانمود می‌کند که فقیر و خوب است و از کومال عشق می‌گیرد.

## بازیگران و صداپیشگان
| نقش           | بازیگر           | دوبلُر            |
| راوی          | سیفعلی خان       | منوچهر والی زاده |
| کومار         | شاتورگان سینها   | حسین عرفانی      |
| کومال         | توینکل خانا      | مینو غزنوی       |
| آمبانی        | شاکتی کاپور      | پرویز ربیعی      |
| آلوک          | دالیپ تاهیل      | کیکاووس یاکیده   |
| ساتیاجیت      | راجو شرستا       | افشین ذی نوری    |
| بازرس خان     | عشرت علی         | خسرو شایگان      |
| خالکوب        | عارون باکشی      | ناصر احمدی       |
| مسئول خوابگاه | دینش هنگو        | اصغر افضلی       |
| مدیر دانشگاه  | تیکو تالسانیا    | اصغر افضلی       |
| پاشا          | ویشواجیت پرادهان | مهرداد ارمغان    |
| لاکشمینارایان | هریش پاتل        | تورج نصر         |
| مومو          | گودو ماروتی      | زویا خلیل آذر    |

## پیوند به سایت‌ها
- दिल तेरा दीवाना در بانک اطلاعات اینترنتی فیلم‌ها (IMDb)